# Чегдоминське міське поселення
Чегдоми́нське міське поселення (рос. Чегдомынское городское поселение) — міське поселення у складі Ульчського району Хабаровського краю Росії.
Адміністративний центр — селище міського типу Чегдомин.

## Населення
Населення міського поселення становить 12635 осіб (2019; 14031 у 2010, 16560 у 2002).

## Склад
До складу міського поселення входять:
| Населений пункт                | Населення, осіб (2002) | Населення, осіб (2010) |
| ------------------------------ | ---------------------- | ---------------------- |
| Цес, селище                    | 1257                   | 983                    |
| Чегдомин, селище міського типу | 15303                  | 13048                  |